# Swir´stroj
Swir´stroj (ros. Свирьстрой) – osiedle typu miejskiego w Rosji, w obwodzie leningradzkim.

## Demografia
W 2010 roku liczyło 927 mieszkańców. W 2021 roku liczyło 851 mieszkańców.